# 霍京
霍京（羅馬化：Khotyn）是烏克蘭西部切爾諾夫策州德涅斯特區霍京市鎮的城市。該市位於德涅斯特河右岸，距離州首府切爾諾夫策48公里，始建於1002年9月22日，面積20.39平方公里，2001年人口13,200。

## 历史
1373年霍京成为摩尔多瓦公国的一部分。从16世纪到1812年，霍京是一座土耳其要塞城市；在1621年的霍京战役中，哥萨克人和波兰人组成的联军在此击败了土耳其人，但在战后的和约中仍规定霍京由土耳其占领；1673年11月11日的第二次霍京战役，扬三世·索别斯基率领的4万波兰军队再次击败土耳其人。历次俄土战争期间，俄罗斯军队于1739年，1769-1774年，1787-91年和1806年占领霍京。随着1812年布加勒斯特和平条约的签订，霍京归于俄罗斯统治。霍京要塞于1856年起不再作为军事要塞使用。1897年，其人口为23,800。由于该镇的大多数居民是犹太人或俄罗斯人，因此霍京的乌克兰文化生活直到20世纪初都不浓厚。
第一次世界大战期间，奥匈帝国占领霍京，1918年11月又被罗马尼亚人占领。1919年乌克兰人曾在此发动霍京起义。霍京的人口于1915年的2.4万人、1930年的1.53万人衰减到1940年的0.7万人。
1940年6月，罗马尼亚王国向苏联割让比萨拉比亚，霍京也成为苏联的城镇；8月，霍京划入乌克兰苏维埃社会主义共和国；9月，霍京等县组成新的切尔诺夫策州。在苏德战争期间，罗马尼亚曾于1941-1944年占领霍京。1959年时，该城的乌克兰人比例已上升到72%。

## 友好城市
- 法國 拉库罗讷